# سحلية غرب لوثيان
سحلية غرب لوثيان هي جنس من البرمائيات شبيهة الزواحف أو ربما الزواحف البدائية التي تحمل شبهاً سطحياً للسحالي في العصر الحديث. عاشت منذ حوالي 338 مليون سنة خلال الجزء الأخير من مرحلة الفيسان من العصر الفحمي.